# Julius Hübner
Rudolf Julius Hübner (ur. 27 stycznia 1806 w Oleśnicy, zm. 7 listopada 1882 w Loschwitz) – niemiecki malarz specjalizujący się w tematyce historycznej, ojciec Emila (1834–1901) i Hansa (1837–1884).

## Życiorys
Julius Hübner studiował na Akademie der Künste w Berlinie, a następnie pod kierunkiem Friedricha von Schadowa w Düsseldorfie. W 1839 roku osiadł w Dreźnie, dwa lata później został profesorem Akademii Sztuk Pięknych i dyrektorem Galerii Malarstwa w roku 1871.
W 1851 roku otrzymał złoty medal w Brukseli.
Zmarł w Loschwitz (współcześnie dzielnica Drezna).